# Wray 17-96
Wray 17-96 är en ensam stjärna i den norra  delen av stjärnbilden Skorpionen belägen på gränsen till stjärnbilden Skytten. Den har en skenbar magnitud av ca 13,0 och kräver ett kraftfullt teleskop för att kunna observeras. Baserat på parallax enligt Gaia Data Release 3 på ca 0,146 mas, beräknas den befinna sig på ett avstånd på ca 20 000 ljusår (ca 7 000 parsek) från solen. Den rör sig närmare solen med en heliocentrisk radialhastighet på ca -63 km/s.

## Observation
Wray 17-96 har en absolut bolometrisk magnitud på -10,9 (1,8 miljoner gånger solens ljusstyrka), vilket gör den till en av de mest lysande stjärnorna som är kända. Spektraltypen är märklig och visar både emission och absorption, ibland båda i samma spektrumlinje. Fotosfäriska heliumlinjer är synliga vilket tyder på att stjärnan är åtminstone något utvecklad. Den är mycket rodnad av interstellär fördunkling och den visuella ljusstyrkan reduceras med nästan 9 magnituder.

## Egenskaper

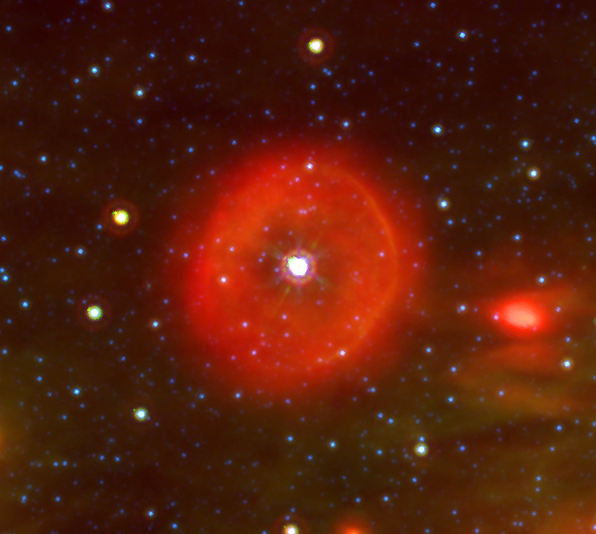
Gasskal i nära-infraröd våglängd kring WRAY 17-96. Foto:NASA Spitzer Space Telescope

Primärstjärnan Wray 17-96 är en gul till blå jättestjärna huvudserien av spektralklass B[e] och en misstänkt lysande blå variabel, även om den inte har visat de karakteristiska variationerna. Den har en massa som är ca 1,2 solmassor, en radie på ca 260 solradier och utsänder från dess fotosfär energi motsvarande ca 1 800 000 gånger solen vid en effektiv temperatur av ca 13 000 K.
Wray 17-96 är också känd för sitt mycket symmetriskt ringformade gasskal med en massa motsvarande 10 solmassor, som ursprungligen klassificerades som en planetarisk nebulosa.